# Стадіон імені Михайла Месхі
Стадіон імені Михайла Месхі (груз. მიხეილ მესხის სახელობის სტადიონი) — мультиспортивний стадіон у Тбілісі, Грузія. Приймає змагання з футболу та регбі. Домашня арена футбольного клубу «Локомотив». Іноді є місцем проведення домашніх матчів збірної Грузії з футболу, а також клубів «Сабуртало» та «Цхінвалі».
Стадіон вміщує 27 223 глядача і другим за місткістю в Грузії, поступаючись першістю також розташованому в Тбілісі стадіону імені Бориса Пайчадзе, місткість якого 55 000 глядачів.

## Історія
Побудований на території міського парку Ваке на 26 000 місць. Будувався у 1952-57 роках за проектом Юрія Касрадзе. Арена була реконструйована в 1960 році (архітектори — Темур Абашидзе, Анрі Курашвілі), в результаті чого було додано ще 10 400 місць.
Старий стадіон був повністю зруйнований у 1999 році, після чого було розпочато будівництво нового спортивного комплексу (Отар Варданашвілі, Архітектор — Ніколоз Абашидзе, Автанділ Ревазішвілі, Отар Беріанідзе), яке було завершене у 2001 році, а весь комплекс був відкритий у 2003 році потужністю 27 000 глядачів (у тому числі 500 місць під накриттям).
Носив назви «Буревісник» та «Локомотив», а 2005 року був названий на честь знаменитого грузинського радянського футболіста — Михайла Шалвовича Месхі.
На стадіоні проходили матчі молодіжного чемпіонату світу 1985 року та юнацького (U-19) чемпіонату Європи 2017 року.

## Галерея

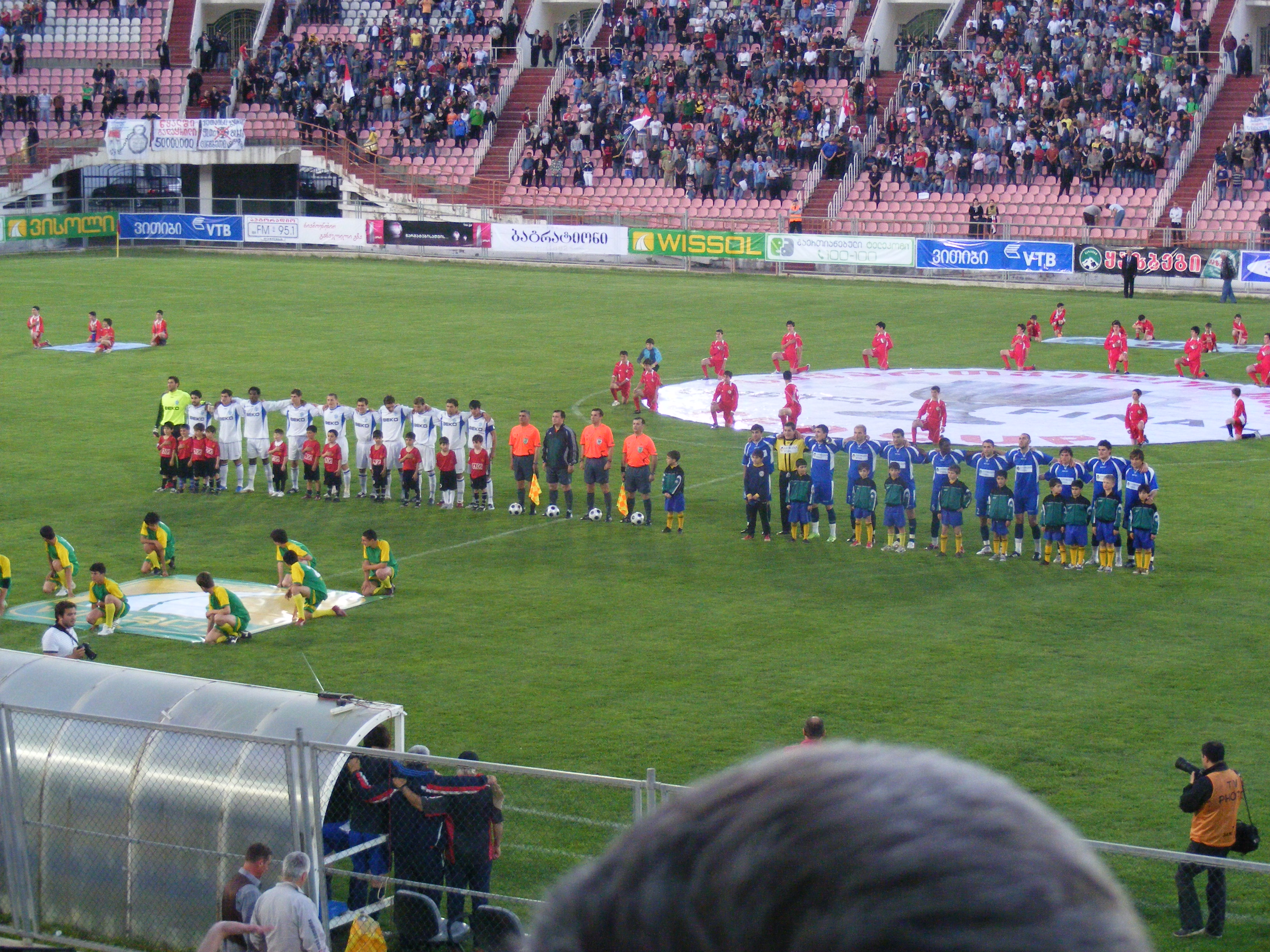
Фінал Кубка Грузії з футболу 2009 року.
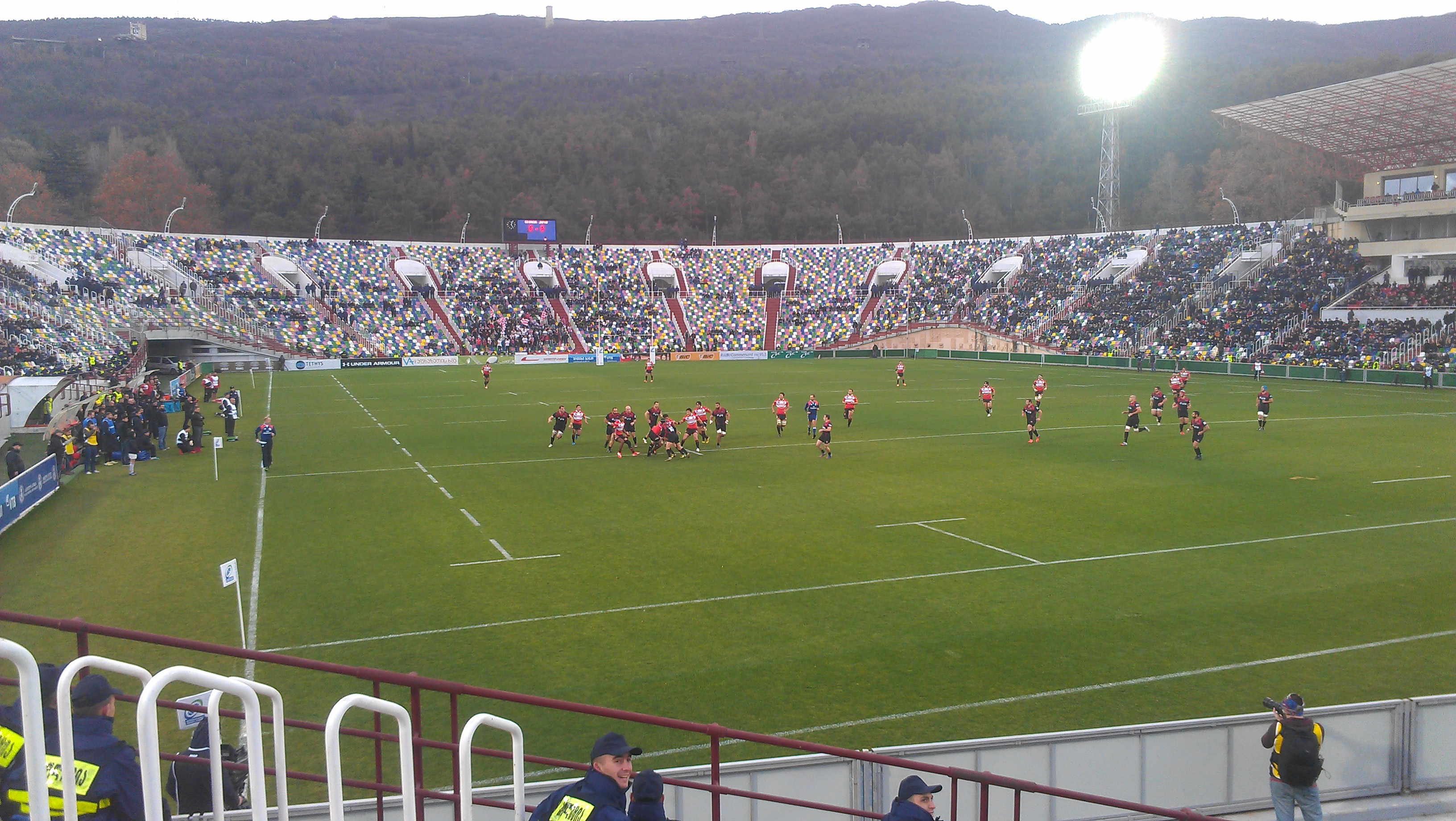
Товариський матч з регбі, Грузія—Японія, 2014 рік.
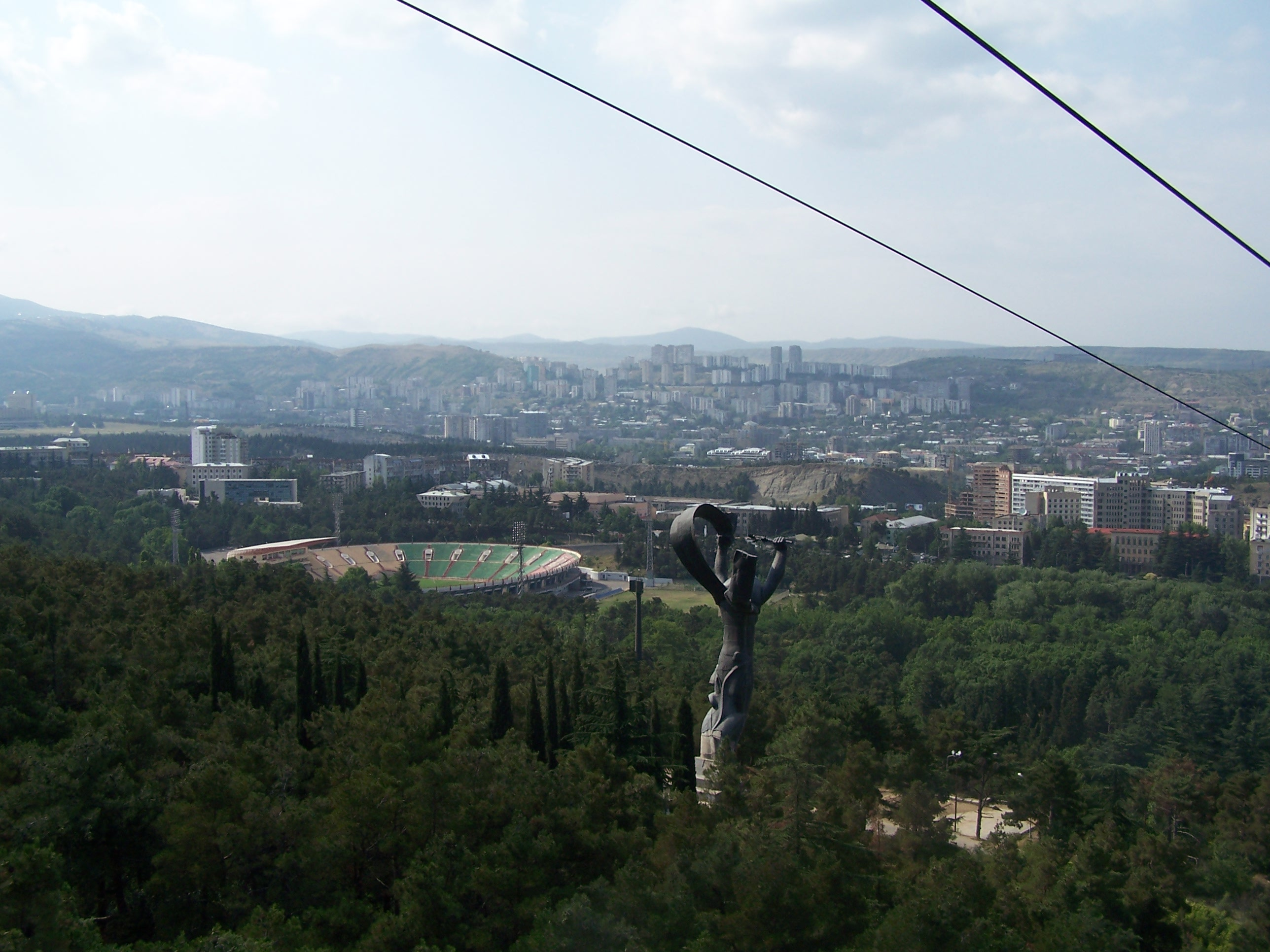
Вид на стадіон. 2004 рік.